# اووشلاگ
اووشلاگ (به آلمانی: Owschlag) یک شهر در آلمان است که در رندسبورگ-اکرنفورده واقع شده‌است.
 اووشلاگ  ۳٬۶۱۶ نفر جمعیت دارد.